# Mars 2020

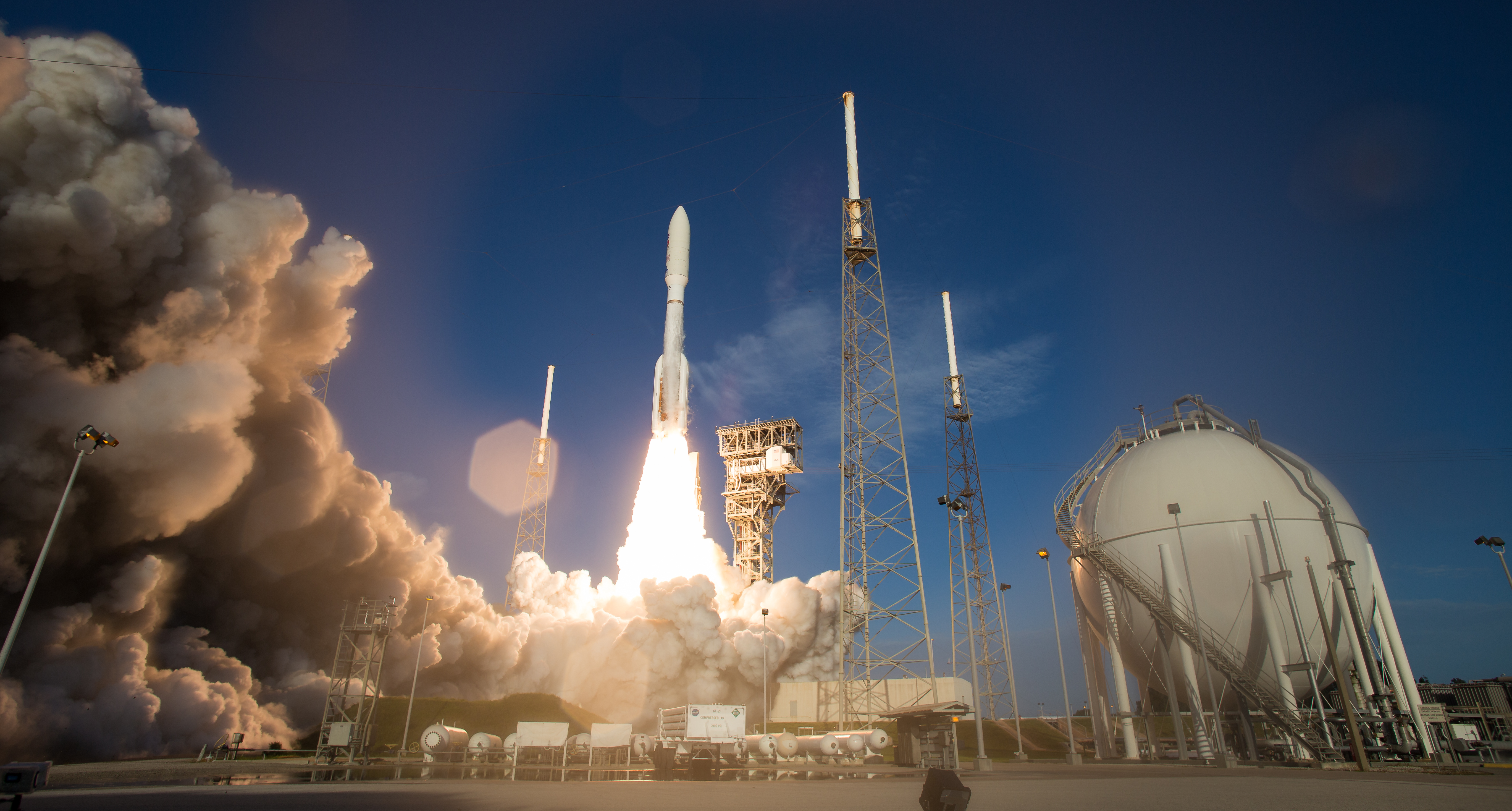
Lancering

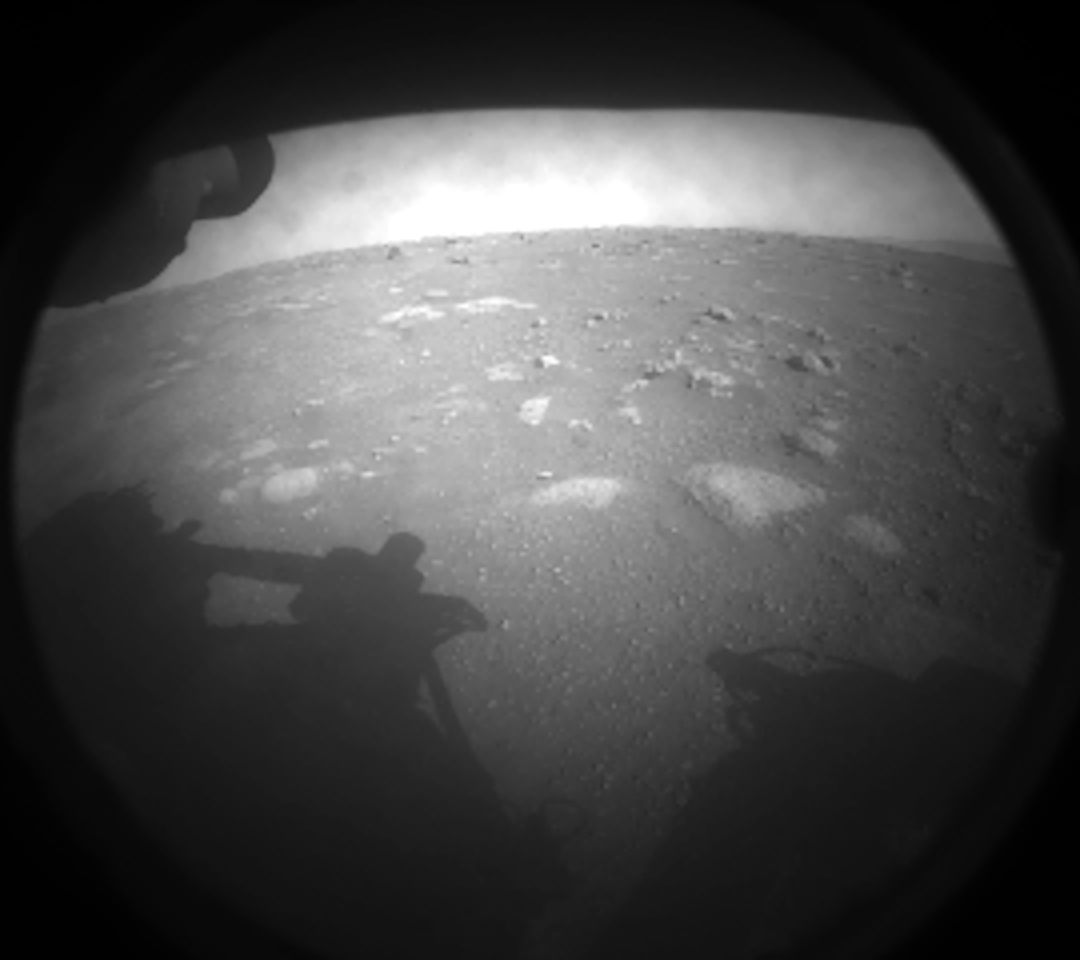
Eerste foto van Perseverance op Mars na de landing op 18 februari 2021 (sol 0)

Mars 2020 is een robotische rovermissie van NASA naar Mars die op 30 juli 2020 werd gelanceerd en op 18 februari 2021 is geland in de Jezero-krater. De missie is ontwikkeld door het Jet Propulsion Laboratory (JPL) en werd door United Launch Alliance met een Atlas V vanaf Cape Canaveral AFS lanceercomplex SLC-41 gelanceerd.
De rover (een robotwagentje) die op 5 maart 2020 de naam Perseverance (doorzettingsvermogen) kreeg, zal onderzoek doen naar geologische processen en eventueel vroeger leven of de mogelijkheid daartoe op Mars. De naam Perseverance is in lijn met eerdere Marsrobots van NASA die naar menselijke eigenschappen zijn genoemd. De naam werd via een prijsvraag onder scholieren aangedragen. 
Naast de rover zal ook een experimentele zelfsturende marshelikopter die op 29 april 2020 Ingenuity (vindingrijkheid) werd gedoopt en daarvoor bekend was als Mars Helicopter Scout (MHS), worden meegenomen. Ingenuity zal foto’s van het landschap nemen. De functie om foto’s te nemen wordt als bonus gezien. De door JPL ontwikkelde MHS zal vooral als techniekdemonstrator mee gaan en geen verdere onderzoeksdoelen hebben.
Perseverance moet op Mars onder meer bodemmonsters verzamelen en op een strategische plaats achterlaten. Enkele jaren later zal volgens de planning een andere rover de module met bodemmonsters ophalen en naar een lander/opstijg-module brengen. Deze zal de monsters naar de Aarde brengen. Die Mars Sample Return-missie is een samenwerking van NASA en ESA.

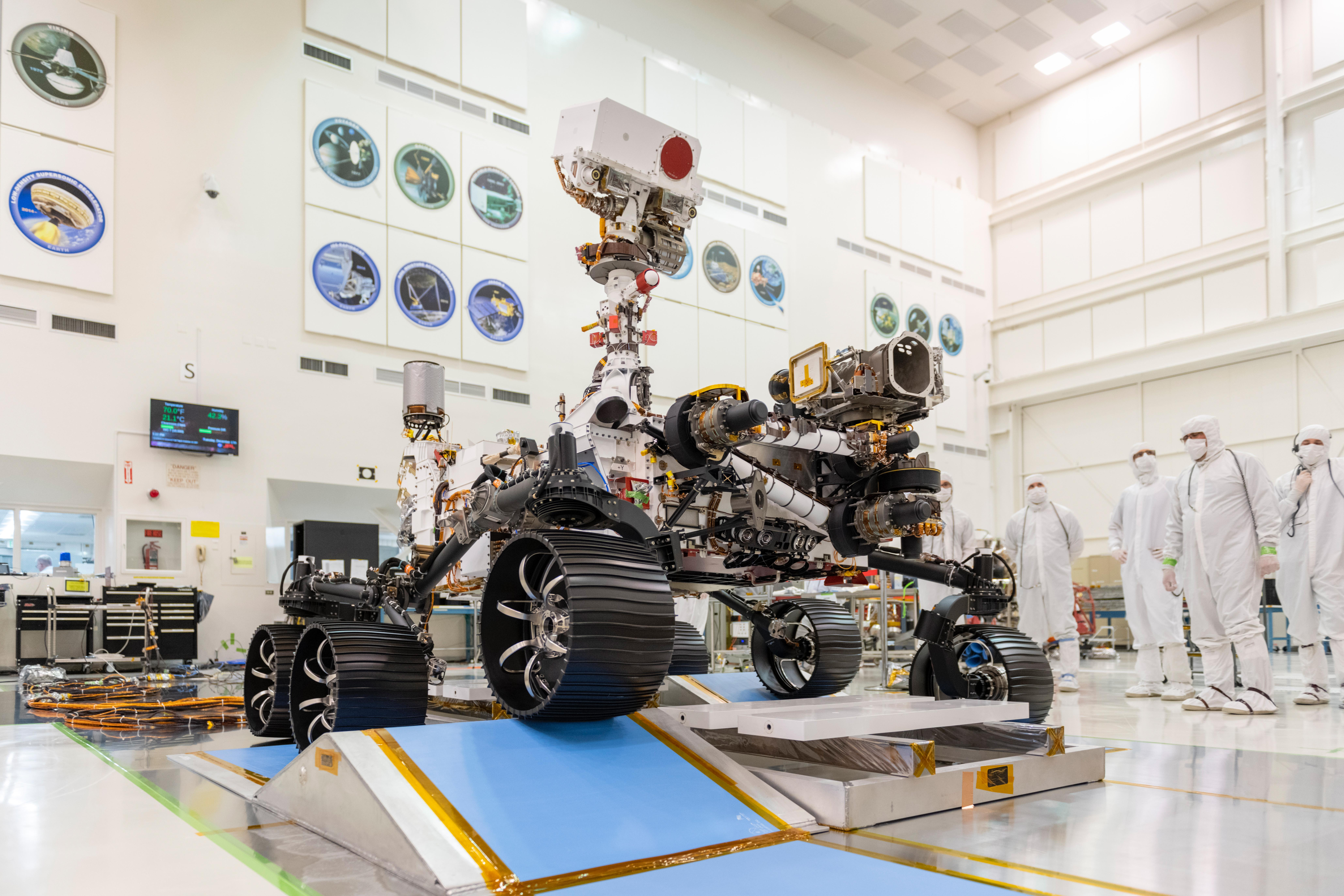
Perseverance
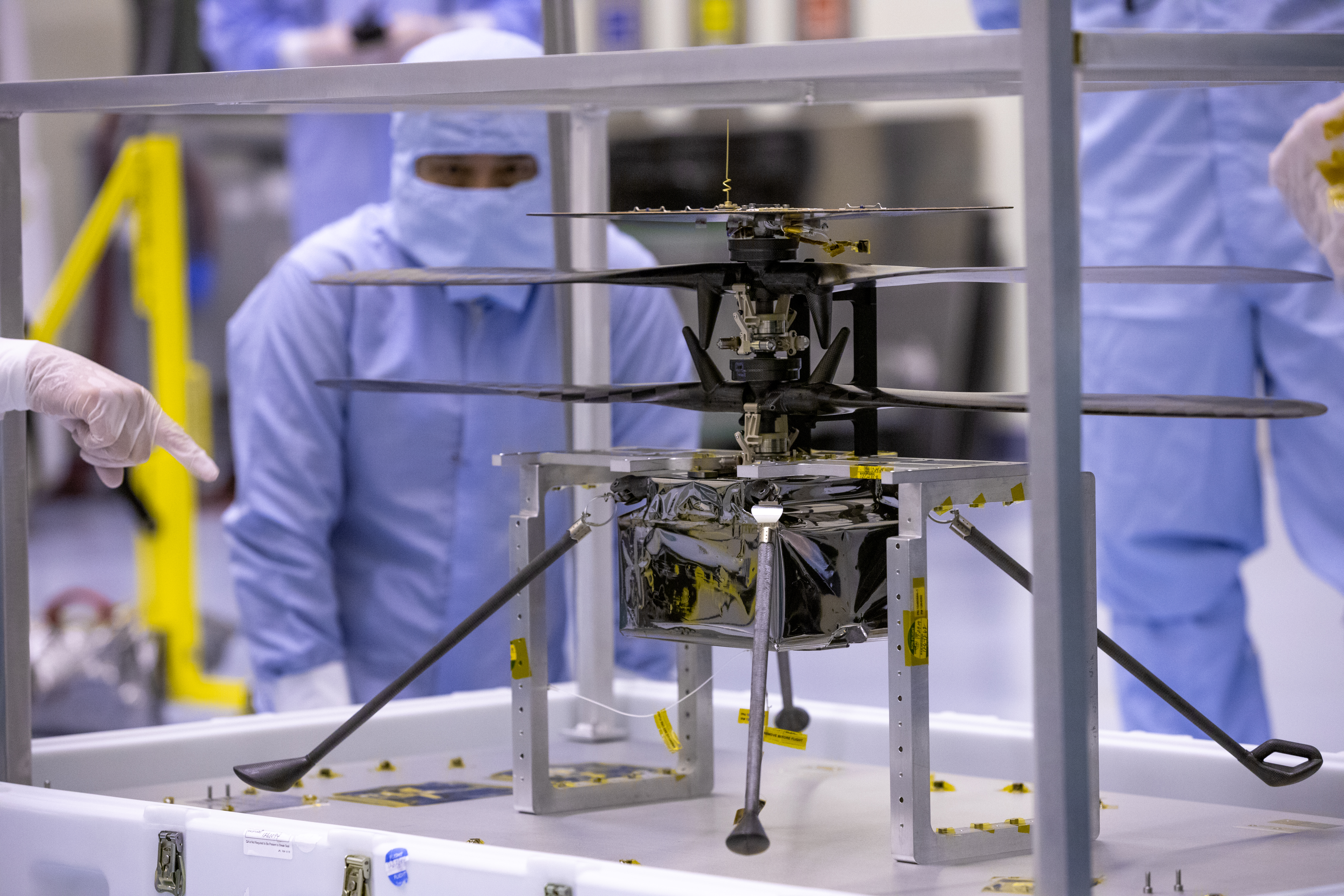
Ingenuity

## Lanceercampagne
De voorbereiding van de lancering lag aanvankelijk op koers voor 17 juli 2020, maar door problemen bij het integreren van de Atlas V-raket moest de richtdatum op 11 juni drie dagen worden uitgesteld. Op 22 juni werd de generale repetitie van de Atlas V-lancering gehouden. Dat gebeurde zonder dat de neuskegel erop was gemonteerd. De geplande lanceerdatum verschoof daarop naar 22 juli. Tijdens de generale repetitie werd een probleem in de Centaur (tweede trap) ontdekt; een reeks sensors toonde afwijkende waarden. Dit vereiste reparatie waardoor de lancering op 30 juni ten minste acht dagen moest worden uitgesteld; van 22 naar 30 juli. Wel gaf NASA aan dat het lanceervenster dat normaliter 11 augustus sluit met een aangepast vluchtplan zeker tot 15 augustus kon worden opgerekt en er werd onderzocht of het lanceervenster nog verder kon worden opgerekt.
Op 7 juli 2020 arriveerde de neuskegel met daarin de Mars 2020-lander bij de verticale integratiehangar die aan de rand van lanceercomplex 41 staat om op de raket te worden gemonteerd.
Op 28 juli rolde het mobiele lanceerplatform met de raket vanuit de integratiehangar naar de lanceerplaats. Op 30 juli 2020 om 11:50 UTC werd de sonde gelanceerd met een Atlas V in de 541-configuratie (met 5 meter neuskegel, vier extra vastebrandstofboosters en een eenmotorige Centaur-trap). De draagraket bracht de sonde eerst in een lage baan om de aarde op een hoogte van zo’n 150 kilometer. 45 minuten na de lancering startte de Centaur zijn motor voor een aardeverlatingboost van acht minuten. Vervolgens ging de Centaur met de vracht om zijn lengteas draaien en 57 minuten na de lancering werd de Mars 2020-sonde losgelaten. De Centaur voerde daarna een koerscorrectie uit om te voorkomen dat deze ook naar Mars zou vliegen en die planeet zou vervuilen. Daarna werden de brandstoftanks afgeblazen en liet men de spanning uit de accu’s ontladen om de Centaur passief is een eeuwige afvalbaan om de zon achter te laten.
Ondertussen werd contact met de sonde bewerkstelligd. Enkele uren was er lichte spanning omdat het contact gedeeltelijk verloren leek. Dit kwam waarschijnlijk door het opwarmen van de sonde in het zonlicht waarna de boordcomputer in veilige modus was gegaan. Nadat alle systemen heropgestart waren was de communicatie hersteld en kon JPL bijna 12 uur na de lancering zowel telemetrie van de sonde ontvangen als commando’s naar de sonde terugsturen.

## Sonde en landing
De ruimtesonde voor het transport bevatte naast de Perseverance en Ingenuity een capsule bestaand uit een bovenschaal en een hitteschild aan de onderzijde. Bovenop de bovenschaal zat een servicemodule die tijdens de vlucht de besturing regelde en zonnepanelen bevatte. De capsule was voorzien van een hypersonische remparachute. In de capsule zaten Perseverance en Ingenuity vast onder een skycrane waarbij Ingenuity onder Perseverance vast zit.

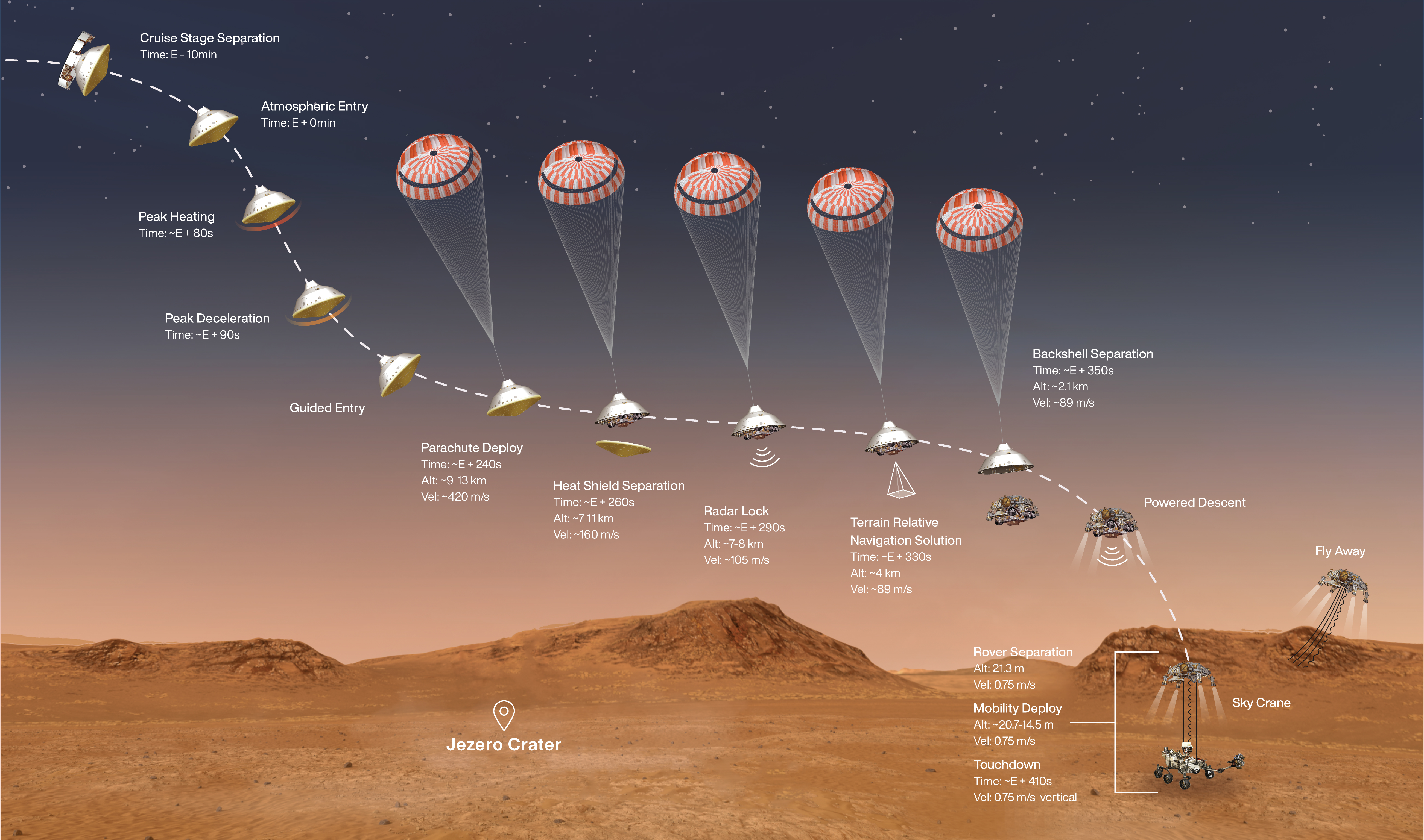

Anderhalf uur voor landing werd de ontvanger van de sonde uitgezet, waardoor de sonde volledig autonoom door de boordcomputer van de rover werd bestuurd en geen opdrachten meer kon ontvangen. Daarop werd de stabiliserende spin-beweging die de sonde had van een rotatie per minuut stilgelegd. Vervolgens werd de servicemodule afgeworpen en de software voor de landing geactiveerd.  
De capsule kwam de atmosfeer binnen en het hitteschild hield de compressiehitte buiten. Na de zogenaamde "seven minutes of terror" waarbij door de plasmavorming geen contact mogelijk is, was de sonde voldoende afgeremd om de remparachute te ontplooien. Het hitteschild werd vervolgens afgeworpen. Omdat de atmosfeer op Mars veel dunner is dan op Aarde kan een sonde daar niet aan een parachute landen. Er kan met aërodynamica alleen niet voldoende worden afgeremd. Daarom was deze rover, net als eerder Curiosity, van een skycrane voorzien. De skycrane kwam op een door de boordcomputer berekend strategisch moment los van de bovenschaal. Met vier retroraketten manoeuvreerde de skycrane zich naar een positie enkele meters boven de landingsplaats. De radar controleerde of het terrein geschikt was voor een landing. Vervolgens liet de skycrane Perseverance en Ingenuity aan een meervoudige takel zakken. Met een camera die in de skycrane zat werden tijdens het neertakelen nog foto’s gemaakt van Perseverance die de rover later zou versturen. 

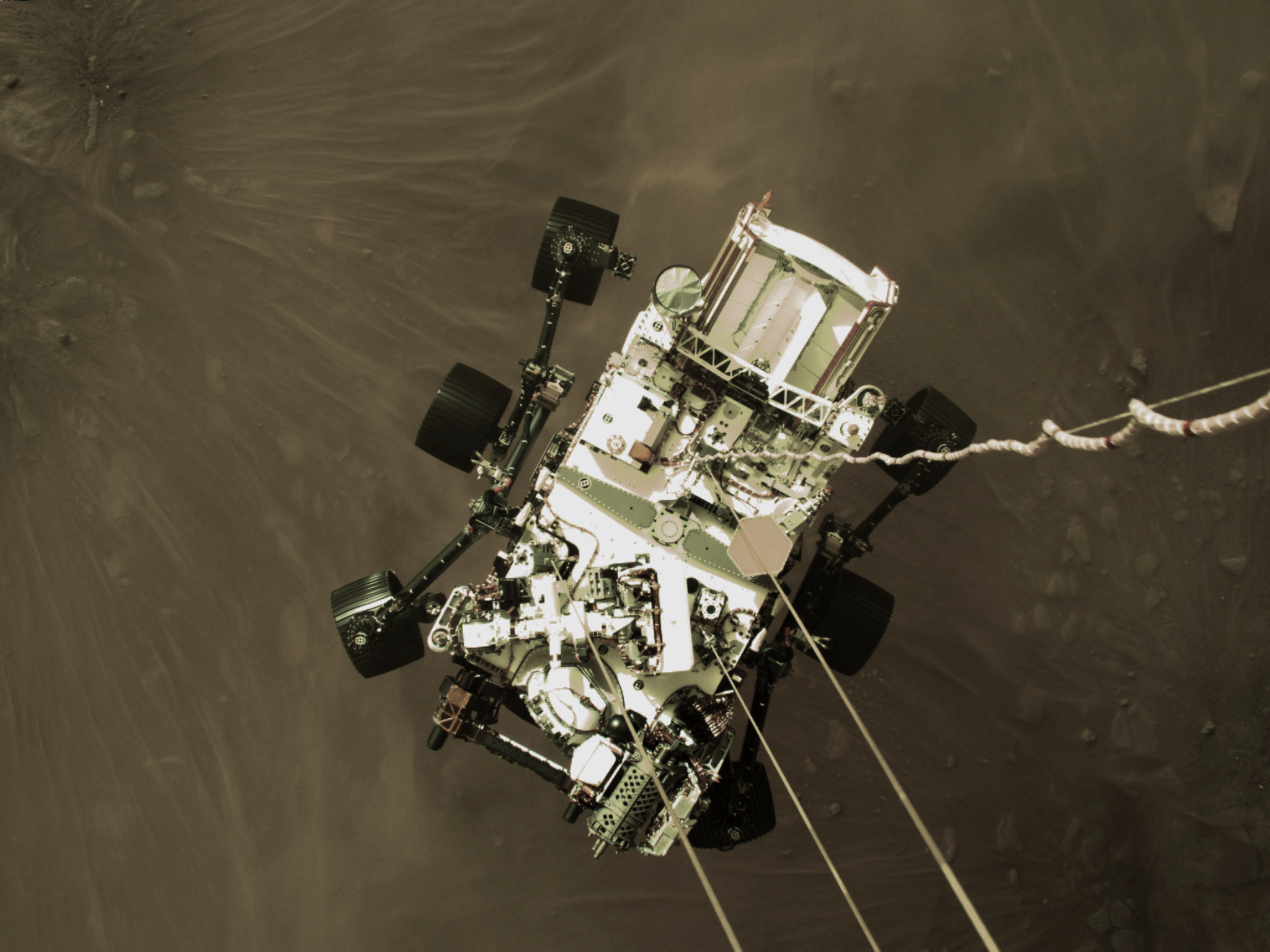
Perseverance gefotografeerd vanuit de skycrane

Bij het raken van de grond werden de lijnen bij de bevestigingspunten van Perseverance doorgesneden. De skycrane vloog vervolgens zijwaarts omhoog weg van de rover om de gevoelige apparatuur aan de voor- en achterzijde van Perseverance niet met zijn hete stuwstralen te raken. Deze ontwijkingmanoeuvre is het enige deel van de landing dat niet door de boordcomputer van Perseverance werd aangestuurd. Na het doorsnijden van de kabels was de skycrane een autonoom voertuig geworden. Na deze laatste manoeuvre stortte de skycrane zoals gepland neer. 
Met ongeveer elf minuten vertraging kwam op 18 februari 2021 om 20:55 UTC het bevestigende signaal van een succesvolle landing op de gewenste plaats binnen bij het Jet Propulsion Laboratory. Binnen enkele minuten verstuurde Perseverance een paar foto’s die met de veiligheidscamera’s van de rover waren gemaakt. Zwart-wit beeldmateriaal van die camera’s die onder de rover zitten wordt gebruikt voor het uitzetten van de rijroute en niet zozeer voor wetenschappelijk onderzoek zelf.
Een dag na de landing gaf ook Ingenuity een teken van leven. De helikopter zat toen nog aan de onderkant van de rover bevestigd.
Op 22 februari werden de kleurenbeelden van de landing die met meerdere camera’s waren gefilmd vrijgegeven. Geluid van de landing was er niet bij de beelden, want er was een communicatiefout opgetreden tussen de audioconverter en de boordcomputer van perseverance. Na een reset van dat systeem deed het geluid het weer.

## Trivia
- Op de Mars 2020 Perseverance Rover bevindt zich een zogenaamde trackable code van het buitensportspel geocaching[8] die kan gelogd worden door de deelnemers zodra de camera beelden begint uit te zenden vanaf Mars.[9] Dit is een van de vijf verborgen "edelstenen" aan boord van de Perseverance Rover.[10]
- Met de Mars Reconnaissance Orbiter wist NASA de sonde afdalend onder zijn parachute te fotograferen.

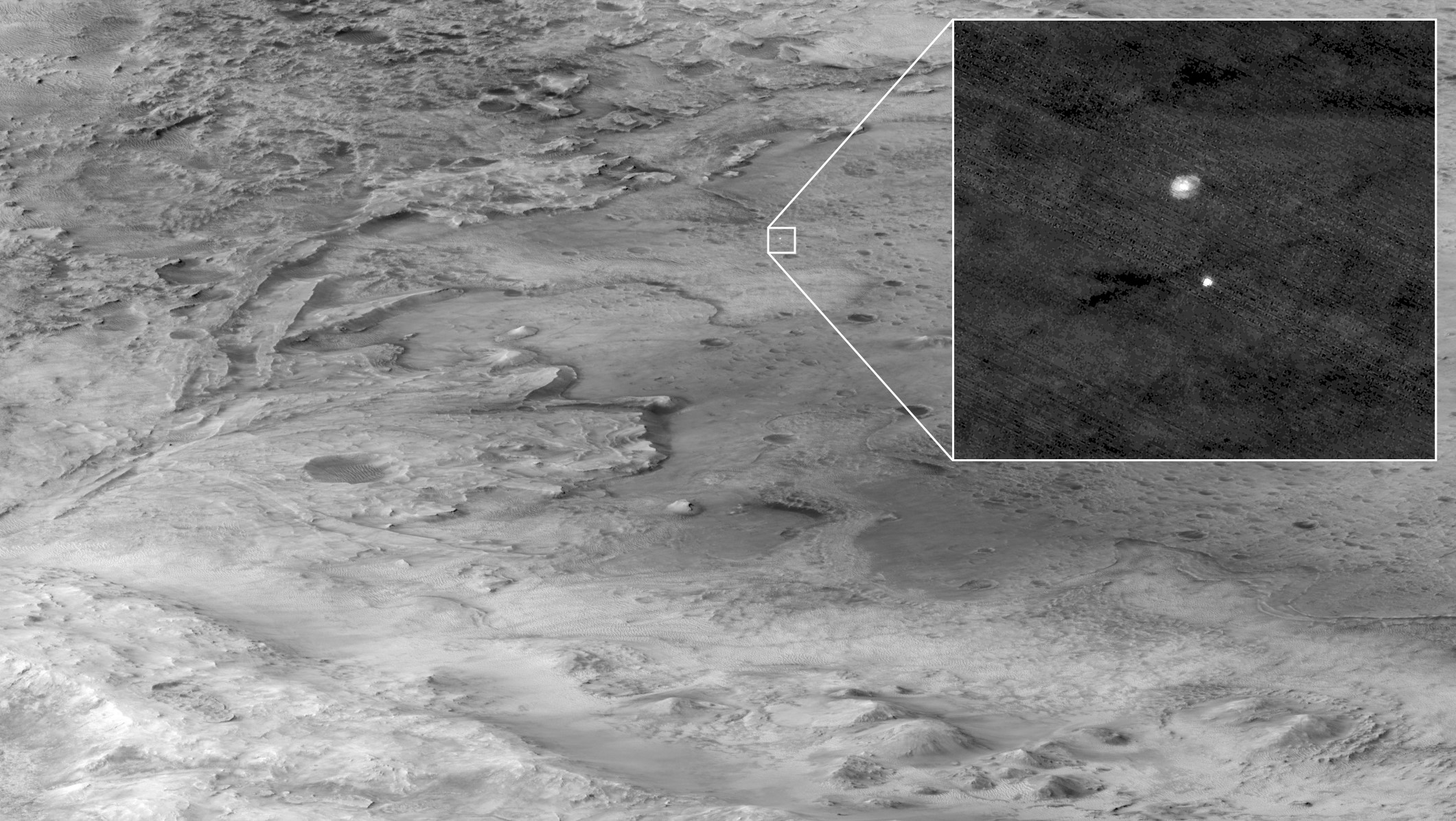